# Mitracarpus rizzinianus
Mitracarpus rizzinianus är en måreväxtart som beskrevs av Othon Xavier de Brito Machado. Mitracarpus rizzinianus ingår i släktet Mitracarpus och familjen måreväxter. Inga underarter finns listade i Catalogue of Life.